# 麥迪遜縣 (蒙大拿州)
麥迪遜縣（英語：Madison County）是美国蒙大拿州西南部的一個縣，南鄰爱达荷州，面積9,331平方公里。根據2020年美國人口普查，共有人口8,623人。縣治維吉尼亞城。縣名紀念第四任美国总统詹姆斯·麦迪逊。